# Isajčev
Isajčev je priimek več oseb:
- Ivan Mihailovič Isajčev, sovjetski general
- Viktor Isajčev (*1969), baletni plesalec ruskega rodu